# Cosmética Terror
Cosmética Terror es una película de comedia española de 2017 escrita y dirigida por Fernando Simarro y protagonizada por Yola Berrocal, Carolina Sobe, Miriam Sánchez y Annimaija Raunio.

## Argumento
Catalina es una chica entrada en carnes que trabaja en una funeraria como maquilladora de cadáveres. Sin embargo, su único sueño es llegar a ser actriz, inspirándose en su culebrón favorito: ‘Cosmética Terror’. Un día, su vida sufre un cambio radical cuando se le aparece un Hada Madrina (Miriam Sánchez) con súper poderes y cambia su vida radicalmente.

## Reparto

### Reparto principal
- Josele Román - Margarita de la Vega
- Carolina Sobe - Africa Collins
- Álex Cañedo - Antonio Montana
- Lara Corrochano - Antonesca de la Vega
- Ana Peregrina - Catalina Sánchez Ajusticia
- Antonio Meléndez Peso - Coral
- Susana Garrote - Betty Chochete
- Toni Balach - Currito de la Cruz
- Emilio Gavira - Madero
- Reme Gómez - Hipólita
- Jenny Llada - Presentadora secador
- Juan Díaz - Taxista
- Malena Gracia - Marujita Cósmica
- Yola Berrocal - Enfermera Peterson
- Paco Clavel - Paco Clavel
- América Jova - América
- Miriam Sánchez - Hada Madrina
- Regina Do Santos - Tarotista

### Reparto secundario
- Fran Antón - Chulo
- Carlos Asanza - Presentador
- Alberto Ceballos - Espantapájaros
- Shathu Entayla - Espectador Teatro
- Cristina Fungueiriño - Corazón
- Mary García - Madre
- Andrea Guzzi - Meryl Stripper
- Laura Manzanedo - Frutera
- Laura Marló - Pintalabios
- Estefanía Martínez - Laura Cúspide
- Carmen Mayordomo - Vicky
- Natxo Molinero - Cliente
- Phillip Ocean - Camarero
- Carolina Olmedo - Monja
- Blanca Ortega - Niña coletas
- Pedriño Castro - Skinhead
- Jessica Prado - Becaria
- Annimaija Raunio - Kitty Malaya
- Charo Romero - Maribel
- Roman Rymar - Tragabolas
- Cristina Sanfrutos - Monja
- Silvia Segovia - Periodista
- Isabel Soto - Dorita
- Voro Tarazona - Padre
- Iris Trinidad - Maripili Astrolabio
- Bea Urzaiz - Señora Rivelles

## Premios
La película contó con 50 candidaturas a los Premios Goya entre los que destacan el de a Mejor Película, Mejor Director o Mejor actriz revelación. Además la cinta ha ganado el Premio al Mejor Director en el Festival ARFF de Berlín y el de Mejor Película en el Festival Internacional de Cine Nunes.